# 평택 아동 살해 암매장 사건
평택 아동 살해 암매장 사건(平澤兒童殺害暗埋葬事件)은 2013년 8월부터 2016년 2월 말까지 대한민국의 경기도 평택시에서 발생한 아동 학대 사망 사건으로 피해자 신원영(당시 7세)이 계모의 상습적인 아동 학대로 사망하고, 시신이 야산에 암매장된 사건이다. 암매장된 사실이 밝혀지기 전에 피해자를 찾기 위해 실종 경보가 내려지면서 피해자의 실명과 얼굴이 알려졌으며, 피해자의 이름을 따 원영이 사건 또는 신원영 사건이라고도 한다.

## 사건의 발단
2013년 8월, 당시 5세이던 신원영은 누나와 함께 친모와 살다 부모의 이혼으로 양육권이 친부에게 넘어가 친부와 함께 살게 되었고, 곧 계모 김 모가 들어와 함께 살게 되었다. 계모는 남매에게 아침밥을 안 먹이거나 제대로 씻기거나 입히지 않았고 회초리로 자주 학대하고 베란다에 가두기도 하였다. 남매는 아동 학대의 두려움에 말수가 줄어들었고, 그해 겨울에는 얇은 옷차림에 밖에서 놀았으나 누구도 남매를 돌보지 않았다. 원영의 누나는 2015년 4월 평택시에 거주하던 조모에게로 옮겨졌으며, 친부와 조모는 왕래하지 않은 것으로 알려졌다
친부는 원영이를 2016년 1월 7일에 초등학교 예비 소집일에 데려가지도 않았고, 14일에는 입학 유예를 신청했다. 원영이의 성장이 늦고 이사할 예정이라고 변명하였으나, 사실 원영이는 2015년 11월부터 욕실에 감금되어 극심한 아동 학대를 당한 것으로 드러났다. 계모는 1월 28일부터 원영이에게 락스를 퍼부었고, 2월 1일에는 옷을 벗기고 찬물을 퍼부었다. 이 상태로 20시간이 지난 무렵, 결국 원영이는 극심한 아동 학대로 인해 세상을 떠났고, 친부와 계모는 원영이의 시신을 이불에 말아 세탁실에 방치했다가 부패가 심하자 12일 평택시 청북면의 한 야산에 암매장하였다.

## 경찰 수사
원영 남매가 다니던 아동 센터는 원영이 사망한 사실을 전혀 몰랐으며, 읍사무소를 통해 아이의 안전 상태를 확인하라고 조언한 것으로 알려졌다. 3월 4일 원영의 입학 유예 관련 심의를 앞두고 부부가 "아이가 없어졌다"고 변명하여 경찰 수사가 시작되었고, 3월 9일 경찰은 원영 누나로부터 학대 사실에 대한 진술을 받고 친부와 계모를 아동 학대 혐의로 전격구속 하였다. 계모는 "지난달 20일 술에 취한 상태에서 아들을 데리고 나가 길에 버렸고 장소는 정확히 기억나지 않는다"며 "남편에게는 '강원도에 있는 친정어머니 지인에게 맡겼다'고 거짓말했다"고 주장하였고, 친부는 "아내의 말을 믿고 아들을 따로 찾진 않았다"고 진술하였다. 경찰은 3월 10일 원영의 실종 경보를 내리고 얼굴, 실명 등을 공개하는 한편 1월 20일 계모 김과 원영이 주거지 근처인 A초등학교를 지나 해안가인 평택 포승으로 가는 장면이 찍힌 영상을 확보하고 A초등학교 인근 야산, 수로, 해안을 수색하였다.
경찰은 친부가 신용카드로 평택시 청북면의 한 슈퍼마켓에서 막걸리 등을 구입한 사실을 확인하고 이들을 추궁하여 3월 12일 계모 김으로부터 원영을 학대하고 원영이 숨지자 암매장했다는 자백을 받았다고 밝히고, 같은 날 오전 암매장된 원영의 시신을 수습하였다. 국립과학수사연구원의 부검 결과 원영이의 사인이 “굶주림과 다발성 피하 출혈, 저체온증 등 지속적인 학대와 폭행에 따른 복합적 요인”으로 추정하였다. 3월 14일, 평택시 청북면 야산에서 현장 검증이 있었는데, 학대한 사실은 있어도 살해할 의도는 없었다고 진술하였고, 지켜본 주민들은 고성을 지르며 처벌을 요구하였다. 경찰은 살인죄 등을 검토하고 있다고 밝혔다. 4월 4일, 수원지방검찰청 평택지청 형사2부는 4일 계모와 친부에 대해 살인·사체유기·아동복지법 위반 등 3가지 혐의를 적용해 구속 기소하였다.

## 재판
5월 27일, 친부와 계모의 첫 공판이 수원지방법원 평택지원에서 열렸으며, 검찰은 피의자들의 죄명, 사안의 배경, 공소의 요지 등을 프레젠테이션으로 설명하였다. 검찰은 재판부에게 원영이 2015년 11월 중순부터 화장실에서 전혀 꺼내지지 않고 하루 종일 갇혀 있었으며, 피의자들이 용변을 볼 때나 샤워를 할 때에는 벽을 보았다고 설명하였다.
친부 신은 "미워서 그런 게 아니다. 아이에게 잘해주면 오히려 (계모로부터 학대 당하는 등) 안 좋은 결과가 나올까 우려됐다"고 진술하였다. 원영 누나의 변호인은 아이가 원영이 실종된 것으로 알려진 당시에 "불쌍한 아빠를 보호해주세요. 동생을 구원해주세요"라고 쓴 기도문을 공개하고 "아이는 재판에 대해 구체적으로는 모르고 있지만, 피고인에 대한 원망보다는 연민을 느끼고 있다"고 말하였다. 공판에 앞서 4월 28일 원영의 친부가 선임한 변호인 2인이 사임하였다.
7월 11일 결심 공판에서 검찰은 계모 김모씨에게 무기징역을, 친부 신모씨에게 징역 30년을 구형하였다. 8월 10일  선고 공판에서 수원지법 평택지원 형사1부는 이들의 살인죄를 인정하여 계모에게 징역 20년을, 친부에게 징역 15년을 선고하였다. 2017년 1월 20일 서울고등법원 형사1부는 항소심에서 계모와 친부에게 원심을 깨고 각각 징역 27년과 17년을 각각 선고하였다. 대법원은 4월 13일 계모 김에게 징역 27년, 친부 신에게 징역 17년을 선고한 원심을 확정하였다.

## 같이 보기
- 부천 초등학생 피살 사건
- 부천 초등학생 토막 살인 사건
- 부천 여중생 백골 살인 사건
- 울산 울주군 여아 학대 사망사건
- 울산 입양아동 학대 사망사건
- 정인이 사건